# Атетеза
Атетеза (от греч. athetēsis — отрицание) — отрицание принадлежности произведения лицу, которое ранее считалось его автором; отведение авторства.
Александрийскими филологами была разработана система критических знаков, которыми отмечался текстологический статус тех или иных фрагментов комментируемого текста. Один из этих знаков, введённый Зенодотом, — черта или обел — использовался для пометы строк, которые филолог считал неподлинными. Впоследствии подобное указание текстологически сомнительных мест получило название атетезы.
Необходимость в атетезе (равно как и атрибуции) может возникнуть в исследованиях литературы любой эпохи, но особенно часто — средневековой и древней, в которых авторство отмечалось значительно реже, чем в новое время. Она может быть как полной, так и частичной; для полной атрибуции или атетезы необходимо изучение всей истории произведения.
Доказательства принадлежности или непринадлежности произведения тому или иному автору могут быть разными; они основываются как на косвенных документальных свидетельствах (упоминания в документах эпохи, письменные заявления самого автора, включение произведения в прижизненные издания и т. п.), так и на доказательствах, извлекаемых непосредственно из самого произведения: его содержания, идеологии, языка, стиля. При атрибуции и атетезе по идеологическим признакам необходимо учитывать возможность непоследовательности автора в своих суждениях и изменения его взглядов и убеждений с течением времени. То же касается стилевых характеристик: стиль автора может меняться в зависимости от жанра произведения, времени его создания и т. п. Таким образом, атетеза должна основываться на комплексном анализе текста, учитывающем все перечисленные факторы.